# New York Mining Disaster 1941 / Close Another Door
Az első lemez, melyen a Bee Gees kiegészült Vince Melouney-val, így teljessé válik a következő évek sikercsapata.  

## Közreműködők
Közreműködők:
- Barry Gibb – ének, gitár
- Robin Gibb – ének, orgona
- Maurice Gibb – ének, basszusgitár, gitár
- Vince Melouney – gitár
- Colin Petersen – dob
- stúdiózenekar Phil Dennys és Bill Shepherd vezényletével
- hangmérnök: Mike Claydon

## A lemez dalai
A oldal: New York Mining Disaster 1941 (Have You Seen My Wife, Mr. Jones) (Barry és Robin Gibb) (1967), mono 2:10, ének: Robin Gibb

B oldal: Close Another Door (Barry és Robin és Maurice Gibb) (1967), mono 3:29, ének: Robin Gibb, Barry Gibb

## Megjegyzés
A számok az IBC Studio-ban lettek rögzítve mono és stereo változatban.

## Dalszövegek
- New York Mining Disaster 1941 (Have You Seen My Wife, Mr. Jones)
- Close Another Door